# Toukoto
Toukoto è un comune rurale del Mali facente parte del circondario di Kita, nella regione di Kayes.
Il comune è composto da 6 nuclei abitati:
- Bacoundian
- Badougou
- Madina-Foulah
- Salaké
- Toukoto
- Yélimané